# 霍博肯 (喬治亞州)
霍博肯（英語：Hoboken）是一個位於美國喬治亞州布蘭特利縣的城市。

## 地理
霍博肯的座標為31°10′58″N 82°08′02″W / 31.18278°N 82.13389°W，而該地的平均海拔高度為40米（即131英尺）。

## 人口
根據2010年美國人口普查的數據，霍博肯的面積為8.92平方千米，當中陸地面積為8.88平方千米，而水域面積為0.04平方千米。當地共有人口528人，而人口密度為每平方千米59人。